# Хиротесия

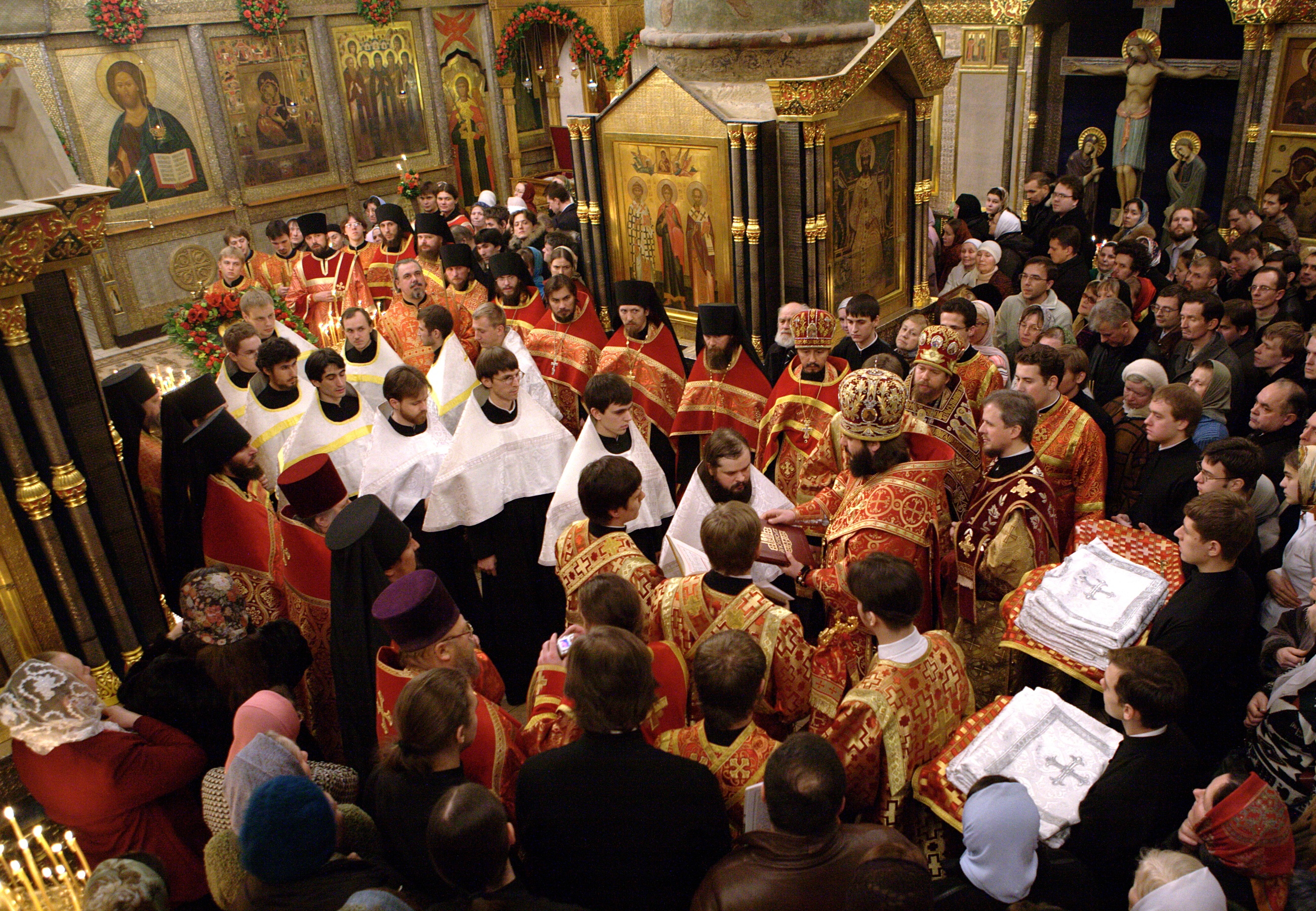
Хиротесия во чтецов студентов-свещеносцев, завершающих обучение в Сретенской духовной семинарии

Хироте́сия (др.-греч. χειροθεσία — «руковозложение», от др.-греч. χείρ — «рука» + др.-греч. τίθημι — «ставить, класть; возлагать») в христианстве — особое молитвенное возложение рук архиерея на голову избранного православного христианина при посвящении его в чины низших клириков-церковнослужителей:
1. чтецы,
2. певцы,
3. иподиаконы[1][2].

Право совершения хиротесии принадлежит епископам, но в монастырях, согласно 14-му правилу Седьмого Вселенского собора, это также позволяется их игуменам. Хиротесия в отличие от хиротонии совершается вне алтаря, в центре храма. Это указывает на то, что значение хиротесии несколько ниже, чем хиротонии, но не умаляет значение хиротесии. Также хиротесия — есть посвящение на какое-то отдельное частное служение (Деян. 6:6). Например: хиротесии в священные чины протодиакона, протоиерея, игумена, архимандрита.
Посвящение игумении женского монастыря также происходит через хиротесию. 
Порядок совершения церковного обряда хиротесии находится в Чиновнике архиерейского священнослужения.